# زیردریایی کلاس یو-۳ (اتریش-مجارستان)
زیردریایی کلاس یو-۳ (اتریش-مجارستان) (به انگلیسی: U-3-class submarine (Austria-Hungary)) یک کلاس از زیردریایی است که طول آن ۱۳۸ فوت ۹ اینچ (۴۲٫۲۹ متر) می‌باشد.